# Stanisław Wilczyński (narciarz)
Stanisław Wilczyński (ur. 7 maja 1900 w Muszynie, zm. 17 sierpnia 1982 w Białce Tatrzańskiej) – polski biegacz narciarski, olimpijczyk z Sankt Moritz 1928.
Był zawodnikiem klubu Sokół Zakopane. Nigdy nie był medalistą mistrzostw Polski.
Na igrzyskach olimpijskich w 1928 roku wystartował w biegu na 50 km, którego nie ukończył z powodu złamania narty. Spoczywa na Nowym Cmentarzu w Zakopanem (kwatera C5-5-19).

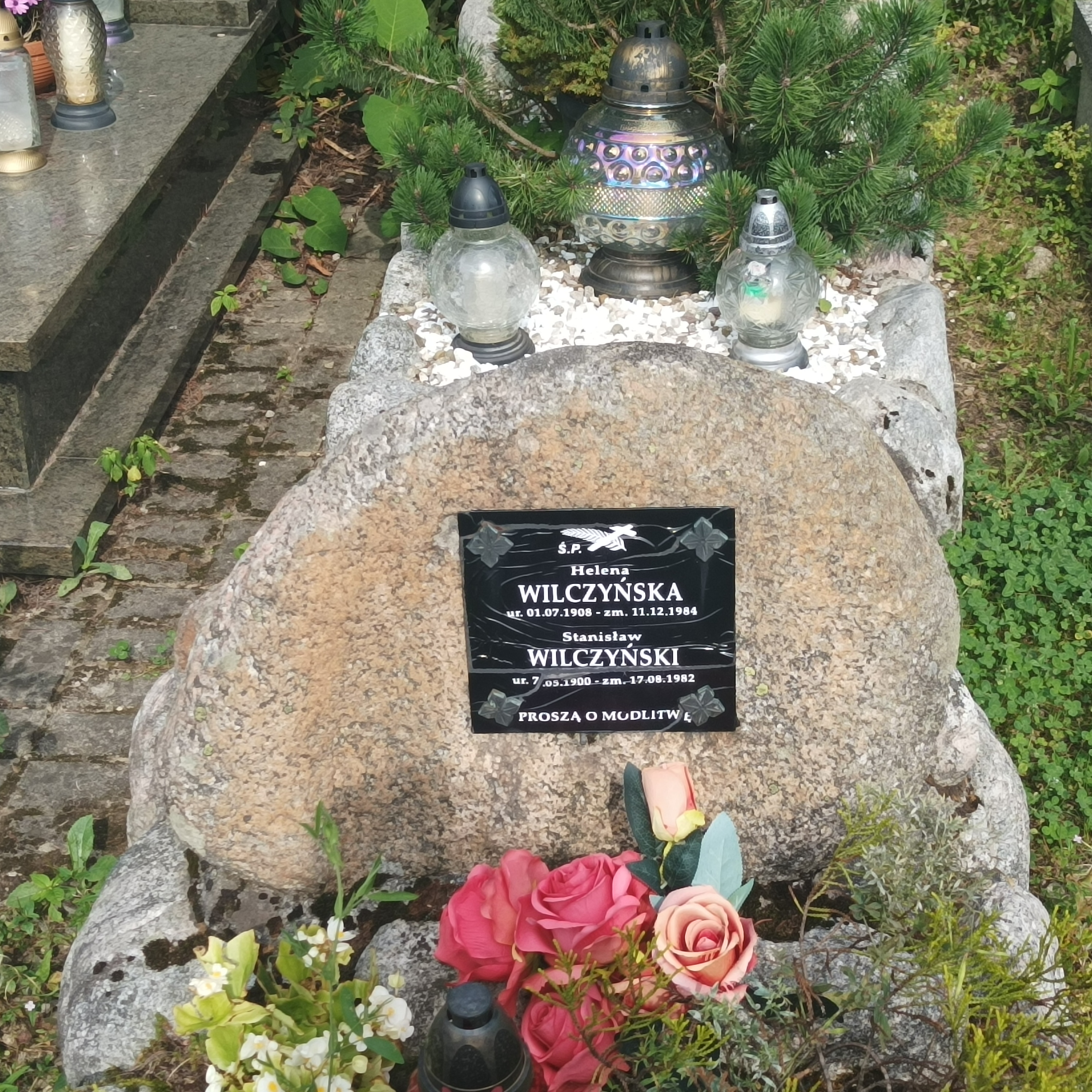
Grób Stanisława Wilczyńskiego na Nowym Cmentarzu w Zakopanem